# Шейх уль-іслам

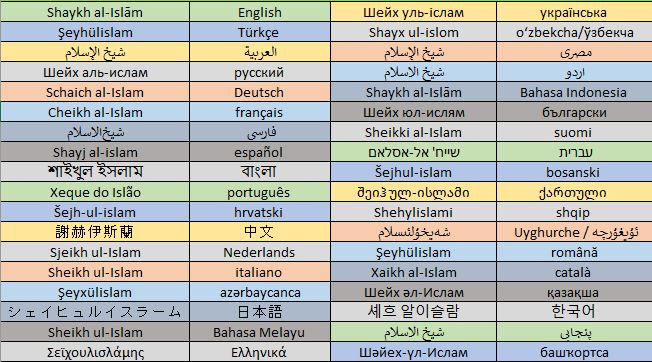
Шейх уль-іслам

Шейх уль-іслам ("старійшина ісламу") — почесний титул, що спорадично застосовувався починаючи з Х ст. до того чи іншого факіха чи суфія. Широко відомий через те, що застосовувався в Османській імперії до муфтія Константинополя, посада якого з часом набула величезного релігійно-політичного значення.
Після ХІІІ ст. цей титул досить регулярно застосовується щодо авторитетних муфтіїв під час правління мамлюкських султанів у Єгипті та Сирії.
Вживання цього титулу щодо суннітських та шиїтських муфтіїв тривало у Туреччині до XVIII ст., а у Середній Азії, Криму, Поволжі та на Кавказі до XX ст. У Ірані шейх уль-іслам — голова шаріатського суду, що складається з мулл та муджтахідів